# 亞歷山大·德·博阿爾內
亞歷山大·德·博阿爾內（法語：Alexandre de Beauharnais，1760年5月28日—1794年7月23日），法國大革命時期的一位法國將領，約瑟芬·德·博阿爾內的第一任丈夫。
1794年3月，亞歷山大被指控於美因茲圍城戰中防守不力，同年7月被送上斷頭臺。在他死後五天，羅伯斯比爾亦死於斷頭臺上，雅各賓恐怖統治結束。

## 家庭
1779年，亞歷山大與約瑟芬·德·博阿爾內結婚，兩人共有1子1女：
1. 歐仁·德·博阿爾內（1781年—1824年），洛伊希滕貝格公爵
2. 奧坦絲·德·博阿爾內（1783年—1837年），荷蘭王后

1. ↑  Britannia. .   [2023-02-01]. （原始内容存档于2023-02-01）.